# La Vilavella
La Vilavella és un municipi del País Valencià que es troba a la comarca de la Plana Baixa. Limita solament amb Nules, que envolta el seu terme municipal per complet.

## Geografia
La localitat està situada en el sector sud-oriental de la província de Castelló, al peu d'un contrafort de la serra d'Espadà, les elevacions últimes de la qual apareixen com internades en la Plana, que presenta aquí la seua amplària mínima. La distància a la costa és aproximadament de set quilòmetres.
Ressalta el contrast tan accentuat que oferixen els seus dos sectors: la zona pertanyent a la Plana i la part muntanyenca, que s'eleva bruscament a l'esquena del poble, abastant bona part del seu terme, i que es troba per complet coberta de matoll, amb escasses formacions arbòries.
La localitat va guanyant altura des dels seus carrers moderns, situats ja en el pla, fins al nucli més antic, que s'empina al mateix vessant del turó del castell.

## Història
La Vilavella és d'origen romà: li donaren el nom de Noulas. Malgrat això, els orígens de l'actual població cal situar-los en l'època d'ocupació musulmana, quan s'hi construí un castell que va servir per a aglutinar la població dispersa. Fou conquerida per Jaume I, que la donà a Guillem de Montcada el 1251. A la primeria del segle xiii es va fundar la Pobla Nova de Nules, origen del poble de Nules, l'actual terme municipal del qual correspon a l'antic castell islàmic, i en roman l'antic nucli amb el nom de La Vilavella. Segons el cens de Caracena, en el moment de l'expulsió dels moriscs (1609) tenia 70 focs (famílies). En el segle xvii fou repoblat per Cristòfol de Centelles, marqués de Nules.

## Economia
L'economia local està basada fonamentalment en l'agricultura amb un predomini clar del cultiu de cítrics, si bé actualment hi ha un percentatge alt de la població que treballa en la ceràmica, en fàbriques de localitats dels voltants.
Hi ha en la localitat una cooperativa citrícola i un magatzem de cítrics que ocupen un bon nombre de persones de la població en l'època de la collita de la taronja.
A més, al municipi hi ha un balneari obert durant gran part de l'any que atrau el turisme a la població, principalment persones d'edat avançada que acudixen a la Vilavella per a sanar les seues malalties amb les aigües que brollen des del subsòl de la població a una temperatura aproximada de 27 °C.

## Demografia[1]
| 1990  | 1992  | 1994  | 1996  | 1998  | 2000  | 2002  | 2004  | 2006  | 2010  | 2012  | 2014  | 2016  | 2018  |
| ----- | ----- | ----- | ----- | ----- | ----- | ----- | ----- | ----- | ----- | ----- | ----- | ----- | ----- |
| 3.495 | 3.443 | 3.442 | 3.413 | 3.401 | 3.366 | 3.366 | 3.360 | 3.368 | 3.357 | 3.281 | 3.273 | 3.273 | 3.273 |

## Política i govern

### Composició de la Corporació Municipal
El Ple de l'Ajuntament està format per 11 regidors. En les eleccions municipals de 26 de maig de 2019 foren elegits 5 regidors del Partit Socialista del País Valencià (PSPV-PSOE), 4 del Partit Popular (PP) i 2 d'Independents per la Vilavella (IxLV).
| Eleccions municipals de 28 de maig de 2023 - la Vilavella                         |                                          |                                     |                                     |        |          |          |
| Candidatura                                                                       | Candidatura                              | Candidatura                         | Cap de llista                       | Vots   | Vots     | Regidors |
|                                                                                   | Partit Socialista del País Valencià-PSOE |                                     | Juan Huguet Adsuara                 | 974    | 43,50%   | 5 ()     |
|                                                                                   | Partit Popular                           |                                     | Javier Mechó Carratalà              | 598    | 26,70%   | 3 (-1)   |
|                                                                                   | Independets per la Vilavella             |                                     | Carmen Navarro Roig                 | 496    | 22,15%   | 3 (+1)   |
|                                                                                   | Altres candidatures                      |                                     |                                     | 144    | 6,43%    | 0        |
|                                                                                   | Vots en blanc                            |                                     |                                     | 27     | 1,2%     |          |
| Total vots vàlids i regidors                                                      | Total vots vàlids i regidors             | Total vots vàlids i regidors        | Total vots vàlids i regidors        | 2.239  | 100 %    | 11       |
|                                                                                   | Vots nuls                                | Vots nuls                           | Vots nuls                           | 49     | 2,14%    |          |
| Participació (vots vàlids més nuls)                                               | Participació (vots vàlids més nuls)      | Participació (vots vàlids més nuls) | Participació (vots vàlids més nuls) | 2.288  | 87,93%** |          |
| Abstenció                                                                         | Abstenció                                | Abstenció                           | Abstenció                           | 314*   | 12,06%** |          |
| Total cens electoral                                                              | Total cens electoral                     | Total cens electoral                | Total cens electoral                | 2.602* | 100 %**  |          |
| Alcalde: ?                                                                        |                                          |                                     |                                     |        |          |          |
| Fonts: (* No són vots sinó electors. ** Percentatge respecte del cens electoral.) |                                          |                                     |                                     |        |          |          |

### Alcaldes

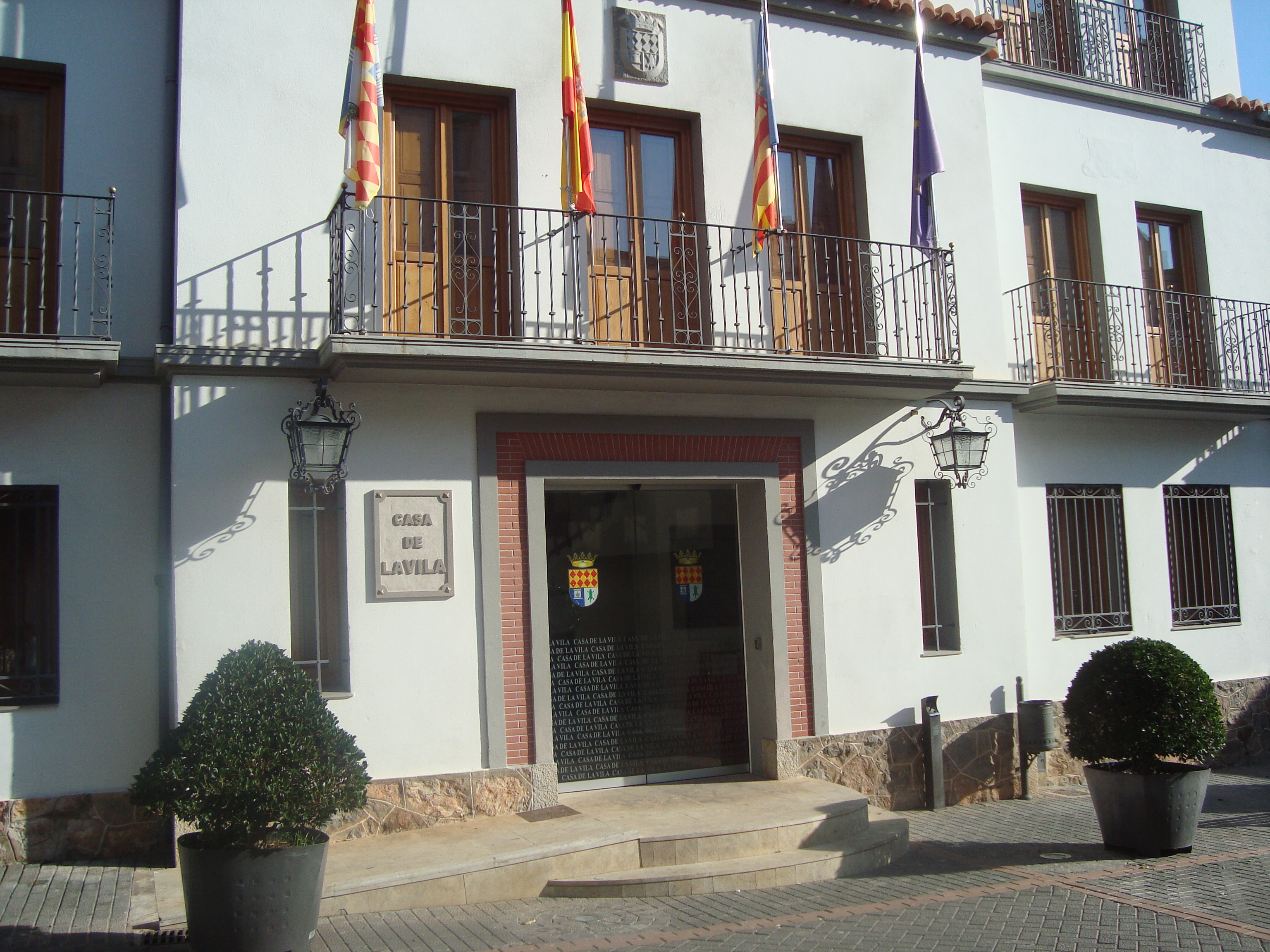
Ajuntament de la Vilavella

Des d'agost de 2019 l'alcaldessa de la Vilavella és Carmen Navarro Roig, d'Independents per la Vilavella (IxLV), amb el recolzament del Partit Popular (PP). Navarro ja va ser alcaldessa entre 2015 i 2017 gràcies a un pacte de govern, però amb el Partit Socialista del País Valencià (PSPV-PSOE).
Després de les eleccions municipals de 2019 el PP i IxLV havien fet un pacte de govern per a atorgar l'alcaldia a Carmen Navarro, però l'absència del candidat del PP, Abelardo Zaragoza, el dia de la votació en el Ple de l'Ajuntament frustrà el pacte i fou Manel Martínez, del PSPV, qui obtingué l'alcaldia. Poc després fou filtrada una conversació de Martínez amb una regidora del PP on li demanava el seu vot a canvi de treball i un sou. Això provocà la dimissió de Martínez. Després fou elegida Carmen Navarro en un Plé on reaparegué Abelardo Zaragoza.
| Període                       | Alcalde o alcaldessa                                            | Partit polític           | Data de possessió                | Observacions                          |
| ----------------------------- | --------------------------------------------------------------- | ------------------------ | -------------------------------- | ------------------------------------- |
| 1979–1983                     | Filiberto Flors Molés                                           | UCD                      | 19/04/1979                       | --                                    |
| 1983–1987                     | Filiberto Flors Molés                                           | PDL                      | 28/05/1983                       | --                                    |
| 1987–1991                     | Sebastián Martínez Arnau                                        | PP                       | 30/06/1987                       | --                                    |
| 1991–1995                     | Sebastián Martínez Arnau                                        | PP                       | 15/06/1991                       | --                                    |
| 1995–1999                     | Pascual Casino Adsuara                                          | PP                       | 17/06/1995                       | --                                    |
| 1999–2003                     | Pascual Casino Adsuara                                          | PP                       | 03/07/1999                       | --                                    |
| 2003–2007                     | José Luís Jarque Almela                                         | PP                       | 14/06/2003                       | --                                    |
| 2007–2011                     | José Luís Jarque Almela                                         | PP                       | 16/06/2007                       | --                                    |
| 2011–2015                     | José Luís Jarque Almela                                         | PP                       | 11/06/2011                       | --                                    |
| 2015–2019                     | Carmen Navarro Roig Manel Martínez Grau                         | IxLV PSPV-PSOE           | 13/06/2015 17/06/2017            | Pacte de govern --                    |
| 2019-2023                     | Manel Martínez Grau Carmen Navarro Roig Sebastià Roglà Recatalà | PSPV-PSOE IxLV PSPV-PSOE | 15/06/2019 01/08/2019 28/06/2022 | Dimissió/renúncia moció de censura -- |
| Des de 2023                   | Carmen Navarro Roig                                             | IXLV                     | 17/06/2023                       | --                                    |
| Fonts: Generalitat Valenciana |                                                                 |                          |                                  |                                       |

## Monuments

### Monuments religiosos

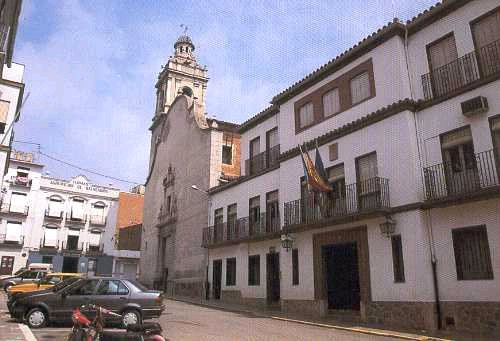
Església de la Sagrada Família

- Església de la Sagrada Família. Del segle xviii. D'estil corinti, va ser conclosa el 1756; va ser destruïda el 1936 i restaurada el 1956. Del temple originari només queden els murs.
- Ermita de Sant Sebastià. Inaugurada el 1756 però destruïda durant la invasió francesa; l'actual data de 1935. A pocs metres de l'esmentada ermita es troba la gruta de la Nostra Senyora de Lourdes, reproducció de la gruta de la localitat occitana del mateix nom.

### Monuments civils

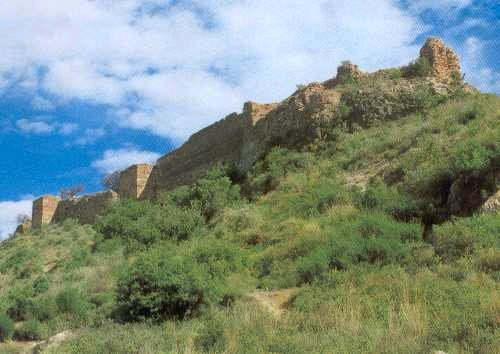
Castell de la Vilavella

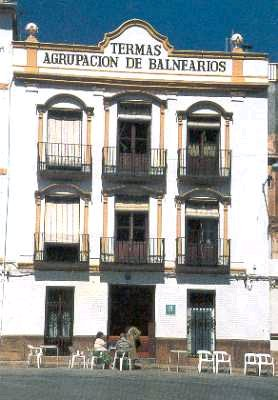
Agrupació de Balnearis de la Vilavella

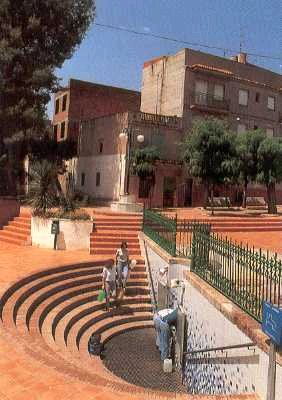
Font Calda

- Castell de la Vilavella. Construït pels àrabs en el segle x. Conquistat en el 1238 pel rei Jaume I. L'estat actual és de ruïna però conserva una interessant cisterna de l'època àrab i un paviment de rajoles de Manises de la capella de Sant Jaume (Segle XV).
- Balneari. Construït en el segle xix, conserva la tradició dels establiments huitcentistes i aprofita les aigües termals per a la realització de tractaments. La primera utilització de les termes de la Vilavella data dels romans. En el segle xix existien en la població 11 establiments, i este és l'únic que continua l'activitat, fruit de l'agrupació després de la postguerra. La qualitat de les seues aigües i els beneficis que se n'obtenen sobreviuen al pas del temps.
- Font Calda. Del segle xviii. Al mateix lloc on naix la font hi ha un brollador d'aigües termals. Les virtuts medicinals de les seues aigües eren ja conegudes pels romans. Ragen a una temperatura de 27 °C.

## Cultura
- Museu del Cervelló. Museu d'Història de la Vila, dedicat a diverses èpoques: prehistòria, època romana, època musulmana, de la Guerra del Francés i de la Guerra Civil, i restes de l'època del castell.

## Festes i celebracions
- Sant Sebastià. Se celebra el 20 de gener, amb una coneguda fira i romiatge a l'ermita del sant.
- Festa dels Sants de la Pedra, Sant Roc i Sant Joaquim. Les festes en honor d'estos sants tenen molta anomenada en la comarca i els barris de la població. Se celebren des de finals de juliol a principis de setembre i els organitzadors mantenen una seriosa competència entre si per les exhibicions de bous al carrer d'importants ramaderies.